# الین لحود
الین لحود (عربی: الين لحود؛ زاده ۱۱ مارس ۱۹۸۱) یک موسیقی‌دان اهل لبنان است.